# Зузана Тополињска
Зузана Тополињска (пољ. Zuzanna Topolińska; рођена 2. јануара 1931) пољски је лингвиста и академик, инострани члан састава Српске академије науке и уметности од 23. октобра 1997.

## Биографија
Завршила је магистарске студије на Универзитету у Лођу 1952. године, докторат на Универзитету у Варшави 1959. и хабилитацију 1964.
Радила је на Институту за словенске студије Пољске академије наука 1954—1967, као асистент на Универзитету у Варшави 1967—1969, као професор на Институту за пољски језик Пољске академије наука 1970—1983, као гостујући професор на Универзитету у Скопљу 1983—1999, као гостујући професор на Универзитету Калифорније од 1989. и као директорка Центра за ареалну лингвистику на Македонској академији наука и уметности од 2000. године. Предавала је антропоцентричку теорију језика и српски падежни системи у Српској академији науке и уметности 9. маја 2002.
Године 1974. постала је ванредни, а 1978. редовни професор на Институту за пољски језик Пољске академије наука (ПАН).
Године 1983. преселила се у Македонију и радила као гостујући професор на Катедри за славистику Филолошког факултета „Блаже Конески“ Универзитета у Москви, на предмету „Граматика пољског језика“, а затим на предмету „Увод у славистику“ коју је увела.
Члан је Македонске академије наука и уметности од 1976. и Пољске академије наука и уметности од 1991. Добитница је Ордена југословенске заставе 1990, почасног доктората Универзитета у Скопљу 1997. и Универзитета у Вроцлаву 2016. 2016. на Универзитету у Варшави њен докторат је свечано обновљен после 50 година.
Била је један од организатора Истраживачког центра за ареалну лингвистику (ИЦАЛ) при МАНУ и од његовог оснивања 2000. до 2016. године руководила Центром.